# Hecatera digramme
Hecatera digramme là một loài bướm đêm trong họ Noctuidae.